# Nannosquilla adkisoni
Nannosquilla adkisoni är en kräftdjursart som beskrevs av Manning och Camp 1982. Nannosquilla adkisoni ingår i släktet Nannosquilla och familjen Nannosquillidae. Inga underarter finns listade i Catalogue of Life.